# Genciana-de-turfeiras
A genciana-de-turfeiras ou genciana-dos-pauis (Gentiana pneumonanthe) é uma planta herbácea da família Gentianaceae e género Gentiana, comum em turfeiras de altitude da Europa, rara na região mediterrânica. Floresce entre Julho e Novembro.

## Galeria

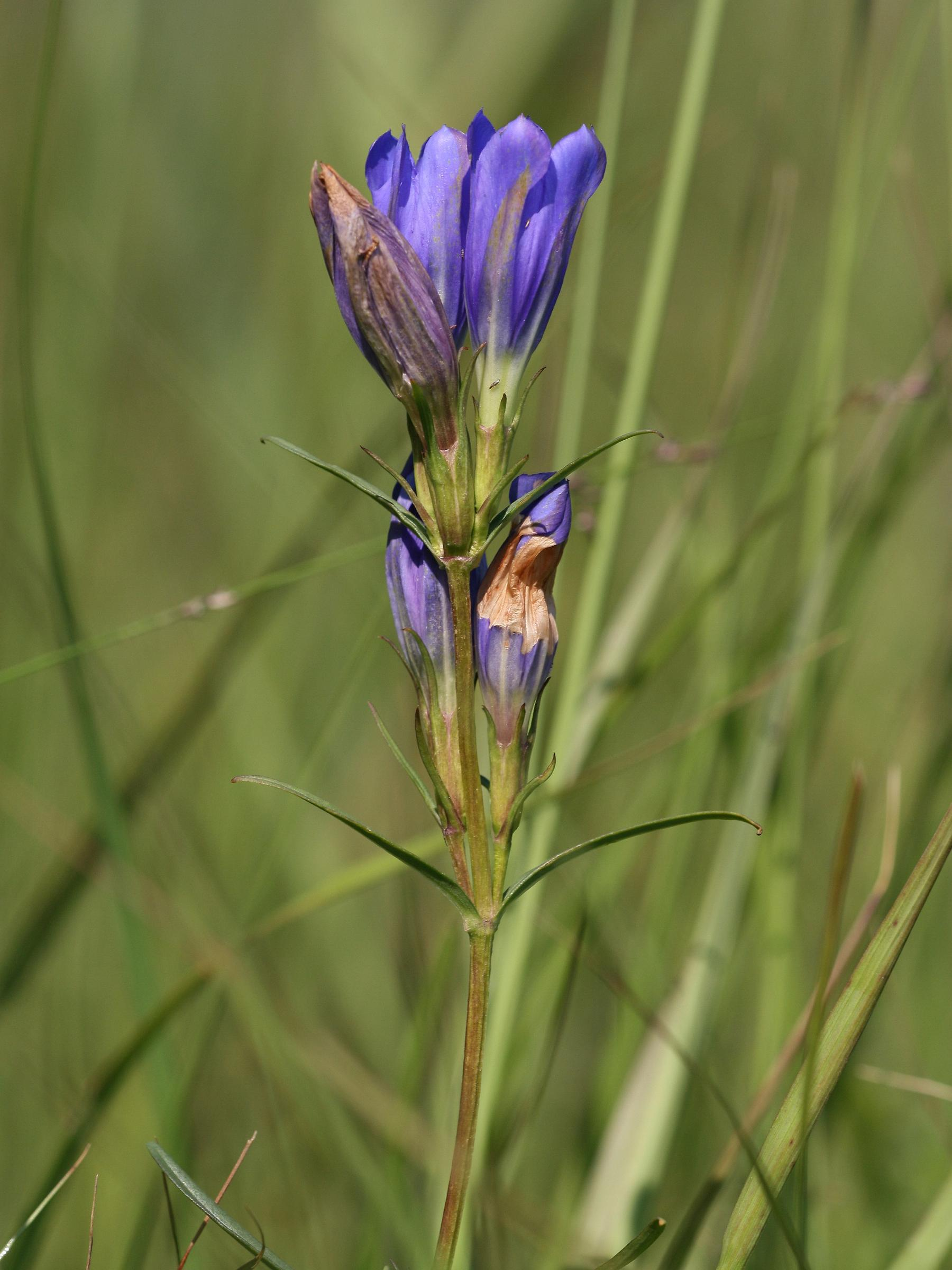
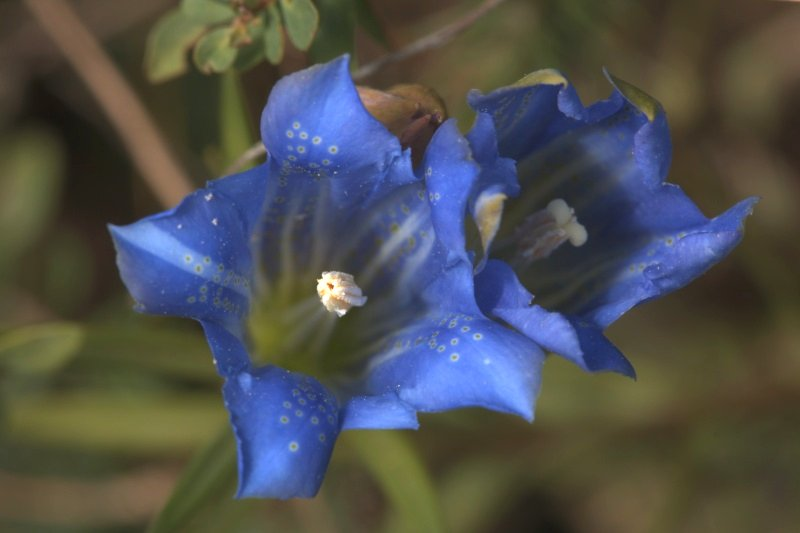